# Ramlamossen
Ramlamossen este o arie protejată (arie specială de conservare — SAC, sit de importanță comunitară — SCI, arie de protecție specială avifaunistică — SPA) din Suedia întinsă pe o suprafață de 388,9 ha, integral pe uscat.

## Localizare
Centrul sitului Ramlamossen este situat la coordonatele 58°03′50″N 13°11′56″E / 58.0638°N 13.199°E.

## Înființare
Situl Ramlamossen a fost declarat sit de importanță comunitară în mai 2006 pentru a proteja 3 specii de animale. Alte tipuri de protecție:
- arie de protecție specială avifaunistică (în mai 2006)[2]
- arie specială de conservare (în ianuarie 2014)[1][3][4]

## Biodiversitate
Situată în ecoregiunea boreală, aria protejată conține 2 habitate naturale: Turbării active, Lacuri și iazuri distrofice naturale.
La baza desemnării sitului se află mai multe specii protejate de  păsări (3): cocor (Grus grus), ploier auriu (Pluvialis apricaria), corcodel-urechiat (Podiceps auritus).